# Ichthyophis orthoplicatus
Ichthyophis orthoplicatus es una especie de anfibios gimnofiones de la familia Ichthyophiidae que habita en Sri Lanka.